# Partido Progresista (Portugal)
El Partido Progresista (Partido Progressista) fue uno de los partidos históricos portugueses del rotativismo del período de monarquía constitucional de finales del siglo XIX. Se alternaba en el poder con el Partido Regenerador. 

## Historia
Partido Progresista es la denominación que recibió la coalición de varios partidos anticlericales compuesta por septembristas, cartistas, e incluso miguelistas, tras la restauración de la Carta de 1842.
En septiembre de 1876 se formó nominalmente por el Pacto de la Granja el Partido Progresista donde se unieron miembros del Partido Reformista y el Partido Histórico. Obtuvo la mayoría parlamentaria frente al Partido Regenerador pero se apoyaron mutuamente en sus reivindicaciones políticas e ideas generales, y no en una ideología cimentada o en un proyecto político total y coherente.
El Partido Progresista procuró atrae el apoyo de las clases medias con un programa basado en la reforma de la Carta Constitucional, la mejora de las leyes fiscales y de la administración financiera, la representación de las minorías en el sufragio, la reforma de las leyes de reclutamiento, la reorganización judicial, el cambio de la ley sobre el trabajo femenino, la reestructuración de las colonias ultramarinas, etc. Se presentó como un equilibrio entre el conservadurismo y el Partido Regenerador, en un momento en que se crearon partido más radicales como el socialista y el republicano.
Tras el ultimátum británico de 1890, el partido logra una gran afiliación de la población, sobre todo en Oporto pero perdió apoyos al incumplir los 28 puntos de su programa político. Tras el rotativismo, el partido empezó a debilitarse debido a acusaciones de corrupción. Bajo el mando de Anselmo Braamcamp Freire, el partido gobernó entre 1879 y 1881 y gobernó en dos periodos más bajo la batuta de José Luciano de Castro. El partido se extinguió con la llegada de la República.

## Resultados electorales
| Fecha     | Candidato              | Diputados    | +/-          | Resultado |
| --------- | ---------------------- | ------------ | ------------ | --------- |
| 1878      | Anselmo José Braamcamp | 22/137       |              | Oposición |
| 1879      | Anselmo José Braamcamp | 106/137      | 84           | Gobierno  |
| 1881      | Anselmo José Braamcamp | 6/137        | 100          | Oposición |
| 1884      | Anselmo José Braamcamp | 31/151       | 25           | Oposición |
| 1887      | José Luciano de Castro | 113/152      | 82           | Gobierno  |
| 1889      | José Luciano de Castro | 104/152      | 9            | Gobierno  |
| 1890      | José Luciano de Castro | 33/152       | 71           | Oposición |
| 1892      | José Luciano de Castro | 45/152       | 12           | Oposición |
| 1894      | José Luciano de Castro | 33/152       | 12           | Oposición |
| 1895      | No participó           | No participó | No participó |           |
| 1897      | José Luciano de Castro | 88/114       |              | Gobierno  |
| 1899      | José Luciano de Castro | 91/138       | 3            | Gobierno  |
| 1900      | José Luciano de Castro | 28/138       | 63           | Oposición |
| 1901      | José Luciano de Castro | 41/148       | 13           | Oposición |
| 1904      | José Luciano de Castro | 43/148       | 2            | Oposición |
| 1905      | José Luciano de Castro | 109/148      | 66           | Gobierno  |
| Abr. 1906 | José Luciano de Castro | 19/148       | 90           | Oposición |
| Ago. 1906 | José Luciano de Castro | 45/148       | 26           | Oposición |
| 1908      | José Luciano de Castro | 59/157       | 14           | Oposición |